# Донлі (округ, Техас)
Шаблон:StateAbbr_ 34°58′ пн. ш. 100°49′ зх. д. / 34.96° пн. ш. 100.81° зх. д.
Округ Донлі (англ. Donley County) — округ (графство) у штаті Техас, США. Ідентифікатор округу 48129.

## Історія
Округ утворений 1882 року.

## Демографія
За даними перепису 2000 року загальне населення округу становило 3828 осіб, усе сільське. Серед мешканців округу чоловіків було 1859, а жінок — 1969. В окрузі було 1578 домогосподарств, 1057 родин, які мешкали в 2378 будинках. Середній розмір родини становив 2,86.
Віковий розподіл населення поданий у таблиці:
| Стать    | До 15 років | 15-21 | 22-29 | 30-39 | 40-49 | 50-65 | 65-85 | Понад 85 |
| -------- | ----------- | ----- | ----- | ----- | ----- | ----- | ----- | -------- |
| Чоловіки | 343         | 259   | 135   | 182   | 242   | 333   | 317   | 48       |
| Жінки    | 347         | 197   | 111   | 205   | 247   | 395   | 403   | 64       |

## Суміжні округи
- Грей — північ
- Вілер — північний схід
- Коллінгсворт — схід
- Голл — південь
- Бриско — південний захід
- Армстронг — захід

## Виноски
1. ↑  U.S. Decennial Census. United States Census Bureau. Архів оригіналу за 26 квітня 2015. Процитовано 22 квітня 2015.
2. ↑  Texas Almanac: Population History of Counties from 1850–2010 (PDF). Texas Almanac. Архів оригіналу (PDF) за 26 лютого 2015. Процитовано 22 квітня 2015.
3. ↑  State & County QuickFacts. United States Census Bureau. Архів оригіналу за 18 жовтня 2011. Процитовано 10 грудня 2013.(англ.) Наведено за англійською вікіпедією.
4. ↑  American FactFinder. Бюро перепису населення США. Архів оригіналу за 21 травня 2008. Процитовано 31 січня 2008.

| США | Це незавершена стаття з географії США. Ви можете допомогти проєкту, виправивши або дописавши її. |